# Eu e Você de Novo - Ao Vivo
Eu e Você de Novo - Ao Vivo é um álbum ao vivo da dupla sertaneja Edson & Hudson lançado em 8 de dezembro de 2017. O repertório escolhido traz 25 canções, sendo 8 inéditas. Músicas que marcaram época, mas que nunca entraram em um DVD, como "A Força da Paixão", "Ciúme Exagerado", "Mil Razões Para Chorar", e, a faixa-título, "Eu e Você de Novo. O álbum contou com as participações de Jorge & Mateus, Lauana Prado e Luan Santana. Além dos clássicos "Azul", "Foi Deus", "Porta-Retrato", "Galera Coração", "Fala", entre outros.

## Faixas
| N.º | Título                                                             | Compositor(es) | Duração |  |
| 1.  | "Galera Coração"                                                   | Hudson / Henrique Marx / Flavinho Alencar                                                                                          | 2:59    |  |
| 2.  | "Azul (Azul)"                                                      | Flavio Santander / Gustavo Santander - versão: Santiago Ferraz                                                                     | 3:04    |  |
| 3.  | "Eu e Você de Novo"                                                | Renno / Benicio Neto / Junior Gomes / Vinicius Poeta                                                                               | 2:42    |  |
| 4.  | "Mil Razões Para Chorar"                                           | Eros Fidélis / Roberto Corrêa / Jon Lemos                                                                                          | 3:38    |  |
| 5.  | "Porta-Retrato"                                                    | Carlos Randall / Tivas | 3:20    |  |
| 6.  | "A Força da Paixão"                                                | Tivas / Gilson | 2:36    |  |
| 7.  | "Trair é Bom, Mas é Pecado"                                        | Edson / Fátima Leão / Waléria Leão / Felipe / Alê Monteiro                                                                         | 2:23    |  |
| 8.  | "Na Janela"                                                        | Juliano Freitas / Diego de Souza                                                                                                   | 2:53    |  |
| 9.  | "Foi Deus" (part. Luan Santana)                                    | Edson / Bruno / Felipe | 3:10    |  |
| 10. | "Nosso Contrato" (part. Luan Santana)                              | Luan Santana / Douglas Cezar | 3:42    |  |
| 11. | "Quero Ver Me Tirar da Sua Vida"                                   | Alexandre / Lauana Prado / Willian Santos / Elias Mafra / Rodrigo Reis                                                             | 3:23    |  |
| 12. | "Não Deixo Não" (Música incidental: Vá pro Inferno com o Seu Amor) | Diego Ferreira / Everton Mattos / Vinícius Stival / Guilherme Ferraz / Paulo Pires / Ray Antonio / Sando Nogueira / Rafael Quadros | 2:41    |  |
| 13. | "Ciúme Exagerado"                                                  | Edson / Flavinho Alencar | 3:23    |  |
| 14. | "Esqueça Que Eu Te Amo" (part. Jorge & Mateus)                     | Edson / Flavinho Alencar | 3:21    |  |
| 15. | "Deixa Eu Te Amar" (part. Jorge & Mateus)                          | Edson / Flavinho Alencar | 3:21    |  |
| 16. | "Te Quero pra Mim (It Matters to Me)"                              | Mark D. Sanders / Ed Hill - versão: Edson / Raul / Marquinhos                                                                      | 3:23    |  |
| 17. | "Marca de Batom"                                                   | Cristian Luz | 3:16    |  |
| 18. | "A Chama (The Flame)"                                              | Bob Mitchell / Nick Graham | 3:08    |  |
| 19. | "Foi Você Quem Trouxe (I Want to Know What Love Is)"               | Mick Jones - Versão: Hudson / Brandoff                                                                                             | 4:15    |  |
| 20. | "Fala"                                                             | Edson / Henrique Marx / Maurício Gaetani                                                                                           | 3:16    |  |
| 21. | "Quando Me Beija" (part. Lauana Prado)                             | Lauana Prado / Willian Santos | 4:18    |  |
| 22. | "Rabo-de-Saia"                                                     | Edson / Marquinhos | 3:37    |  |
| 23. | "Pot-Pourri: Me Bate, Me Xinga/Vai e Vem"                          | Edson / Hudson / Raul / Vinícius; César Augusto / Ed Wilson                                                                        | 3:40    |  |
| 24. | "Pula"                                                             | Larissa Ortiz | 2:57    |  |
| 25. | "Festa Louca (Mi Vida Loca) (My Crazy Loca)"                       | Pam Tillis / Jess Leary - versão: Edson / Raul / Marquinhos                                                                        | 3:52    |  |